# NFL 2005
Die NFL-Saison 2005 war die 86. Saison im American Football in der National Football League (NFL). Die Regular Season begann am 8. September 2005 und endete am 1. Januar 2006.
In dieser Saison fand das erste Regular-Season-Spiel außerhalb der Vereinigten Staaten statt. Die San Francisco 49ers und die Arizona Cardinals spielten am 2. Oktober 2005 im Aztekenstadion in Mexiko-Stadt. Die Arizona Cardinals gewannen mit 31:14.
Die New Orleans Saints waren gezwungen, aufgrund der Schäden durch den Hurrikan Katrina, außerhalb von New Orleans, Louisiana in Baton Rouge und San Antonio zu spielen.
Die Saison endete mit dem Pro Bowl am 12. Februar im Aloha Stadium in Honolulu, Hawaii.
Letztmals wurden nach 36 Jahren die Montagsspiele Monday Night Football bei ABC übertragen.

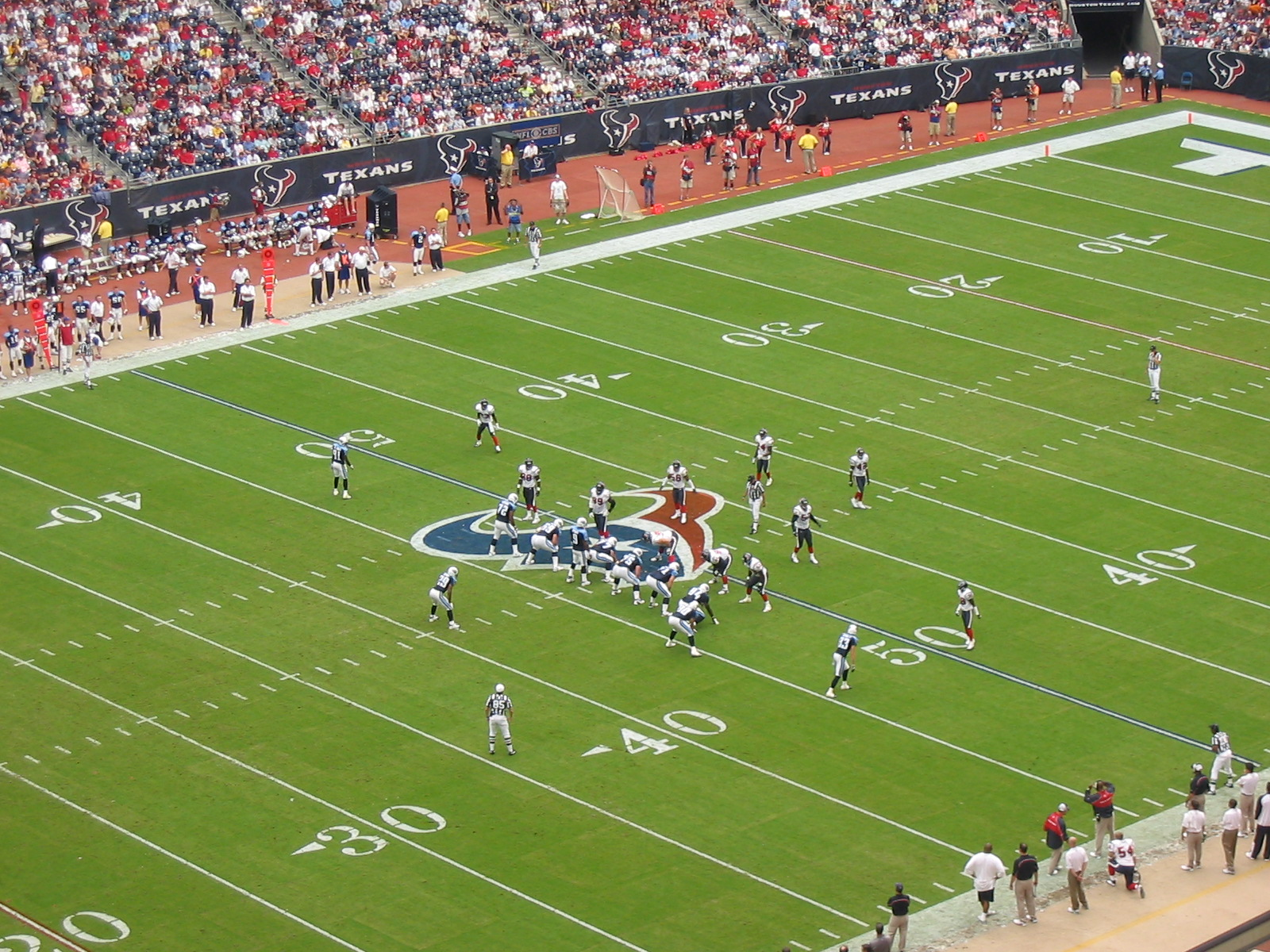
Spiel zwischen den Tennessee Titans und Houston Texans

## NFL Draft

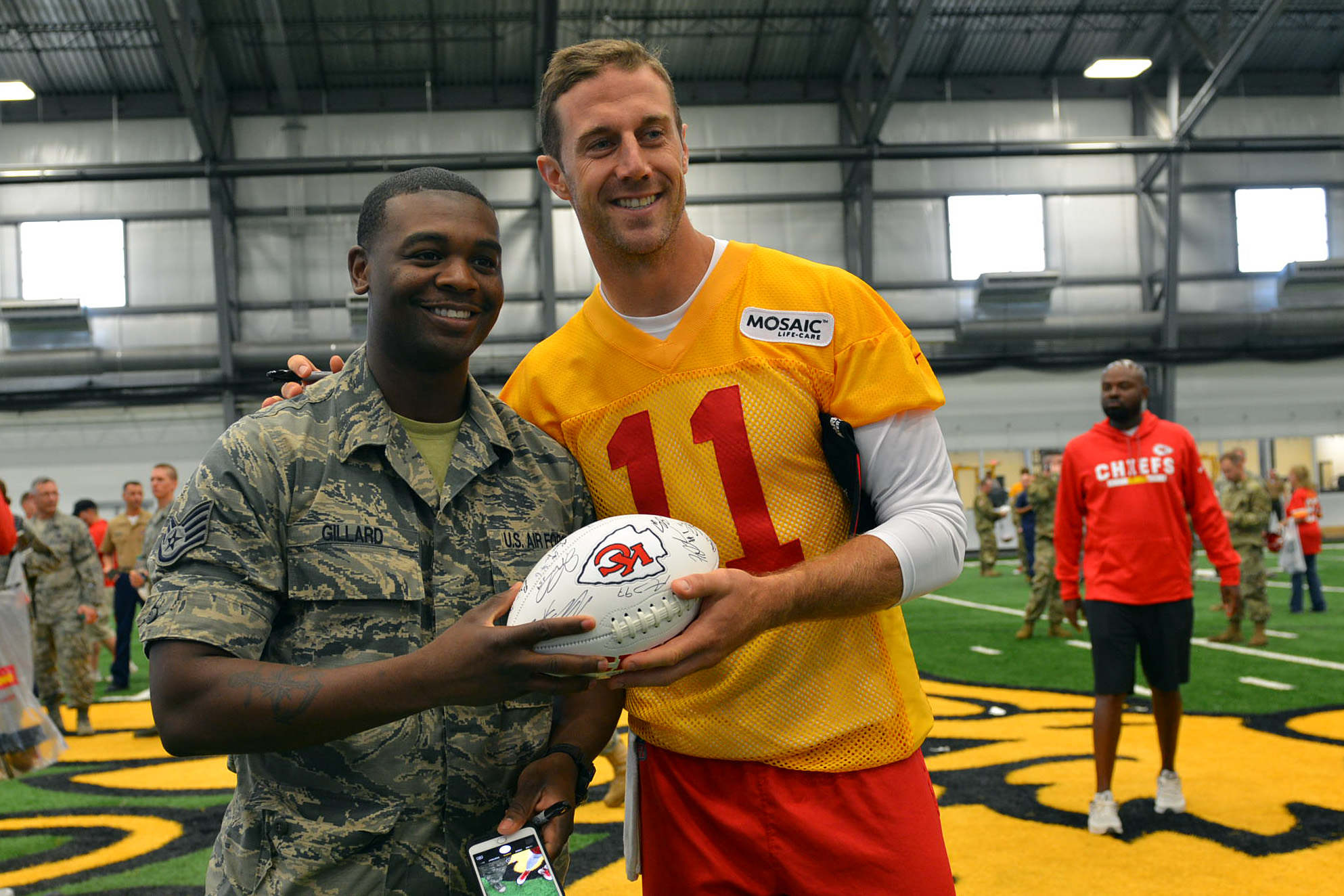
Alex Smith wurde als erster Spieler im NFL Draft 2005 ausgewählt.

Der NFL Draft 2005 fand vom 23. bis 24. April im Jacob Javits Convention Center in New York statt. Der Draft lief über sieben Runden, in denen 255 Spieler ausgewählt wurden. Da die San Francisco 49ers in der abgelaufenen Saison den schlechtesten Record aufwiesen, hatten sie das Recht, den ersten Spieler im Draft auswählen. Mit dem Erstrunden-Pick wählten sie den Quarterback Alex Smith von der University of Utah.

Die letzten verbliebenen aktive Spieler aus diesem Draft sind der Quarterback Aaron Rodgers von den Green Bay Packers. Rodgers wurde in der ersten Runde von den Packers gedraftet. Robbie Gould, Kicker der San Francisco 49ers, ist auch noch aktiver Spieler aus der Draftklasse, allerdings wurde er während des Draftes von keinem Team gewählt.

## Regular Season

### Abschlusstabellen

#### Divisions
| AFC East             | AFC East | AFC East | AFC East | AFC East | AFC East | AFC East | AFC East | AFC East |
| Team                 | S        | N        | U        | SQ       | P+       | P−       | DIV      | CONF     |
| -------------------- | -------- | -------- | -------- | -------- | -------- | -------- | -------- | -------- |
| New England Patriots | 10       | 6        | 0        | 0,625    | 379      | 338      | 5–1      | 7–5      |
| Miami Dolphins       | 9        | 7        | 0        | 0,562    | 318      | 317      | 3–3      | 7–5      |
| Buffalo Bills        | 5        | 11       | 0        | 0,312    | 271      | 367      | 2–4      | 4–8      |
| New York Jets        | 4        | 12       | 0        | 0,250    | 240      | 355      | 2–4      | 3–9      |

| NFC East            | NFC East | NFC East | NFC East | NFC East | NFC East | NFC East | NFC East | NFC East |
| Team                | S        | N        | U        | SQ       | P+       | P−       | DIV      | CONF     |
| ------------------- | -------- | -------- | -------- | -------- | -------- | -------- | -------- | -------- |
| New York Giants     | 11       | 5        | 0        | 0,688    | 422      | 314      | 4–2      | 8–4      |
| Washington Redskins | 10       | 6        | 0        | 0,625    | 359      | 293      | 5–1      | 10–2     |
| Dallas Cowboys      | 9        | 7        | 0        | 0,562    | 325      | 308      | 3–3      | 7–5      |
| Philadelphia Eagles | 6        | 10       | 0        | 0,375    | 310      | 388      | 0–6      | 3–9      |

| AFC North           | AFC North | AFC North | AFC North | AFC North | AFC North | AFC North | AFC North | AFC North |
| Team                | S         | N         | U         | SQ        | P+        | P−        | DIV       | CONF      |
| ------------------- | --------- | --------- | --------- | --------- | --------- | --------- | --------- | --------- |
| Cincinnati Bengals  | 11        | 5         | 0         | 0,688     | 421       | 350       | 5–1       | 7–5       |
| Pittsburgh Steelers | 11        | 5         | 0         | 0,688     | 389       | 258       | 4–2       | 11–1      |
| Baltimore Ravens    | 6         | 10        | 0         | 0,375     | 265       | 299       | 2–4       | 5–7       |
| Cleveland Browns    | 6         | 10        | 0         | 0,375     | 232       | 301       | 1–5       | 4–8       |

| NFC North         | NFC North | NFC North | NFC North | NFC North | NFC North | NFC North | NFC North | NFC North |
| Team              | S         | N         | U         | SQ        | P+        | P−        | DIV       | CONF      |
| ----------------- | --------- | --------- | --------- | --------- | --------- | --------- | --------- | --------- |
| Chicago Bears     | 11        | 5         | 0         | 0,688     | 260       | 202       | 5–1       | 10–2      |
| Minnesota Vikings | 9         | 7         | 0         | 0,562     | 306       | 344       | 5–1       | 8–4       |
| Detroit Lions     | 5         | 11        | 0         | 0,312     | 254       | 345       | 1–5       | 3–9       |
| Green Bay Packers | 4         | 12        | 0         | 0,250     | 298       | 344       | 1–5       | 4–8       |

| AFC South            | AFC South | AFC South | AFC South | AFC South | AFC South | AFC South | AFC South | AFC South |
| Team                 | S         | N         | U         | SQ        | P+        | P−        | DIV       | CONF      |
| -------------------- | --------- | --------- | --------- | --------- | --------- | --------- | --------- | --------- |
| Indianapolis Colts   | 14        | 2         | 0         | 0,875     | 439       | 247       | 6–0       | 11–1      |
| Jacksonville Jaguars | 12        | 4         | 0         | 0,750     | 361       | 269       | 4–2       | 9–3       |
| Tennessee Titans     | 4         | 12        | 0         | 0,250     | 299       | 421       | 2–4       | 3–9       |
| Houston Texans       | 2         | 14        | 0         | 0,125     | 260       | 431       | 0–6       | 1–11      |

| NFC South            | NFC South | NFC South | NFC South | NFC South | NFC South | NFC South | NFC South | NFC South |
| Team                 | S         | N         | U         | SQ        | P+        | P−        | DIV       | CONF      |
| -------------------- | --------- | --------- | --------- | --------- | --------- | --------- | --------- | --------- |
| Tampa Bay Buccaneers | 11        | 5         | 0         | 0,688     | 300       | 274       | 5–1       | 9–3       |
| Carolina Panthers    | 11        | 5         | 0         | 0,688     | 391       | 259       | 4–2       | 8–4       |
| Atlanta Falcons      | 8         | 8         | 0         | 0,500     | 351       | 341       | 2–4       | 5–7       |
| New Orleans Saints   | 3         | 13        | 0         | 0,188     | 235       | 398       | 1–5       | 1–11      |

| AFC West           | AFC West | AFC West | AFC West | AFC West | AFC West | AFC West | AFC West | AFC West |
| Team               | S        | N        | U        | SQ       | P+       | P−       | DIV      | CONF     |
| ------------------ | -------- | -------- | -------- | -------- | -------- | -------- | -------- | -------- |
| Denver Broncos     | 13       | 3        | 0        | 0,812    | 395      | 258      | 5–1      | 10–2     |
| Kansas City Chiefs | 10       | 6        | 0        | 0,625    | 403      | 325      | 4–2      | 9–3      |
| San Diego Chargers | 9        | 7        | 0        | 0,562    | 418      | 312      | 3–3      | 7–5      |
| Oakland Raiders    | 4        | 12       | 0        | 0,250    | 290      | 383      | 0–6      | 2–10     |

| NFC West            | NFC West | NFC West | NFC West | NFC West | NFC West | NFC West | NFC West | NFC West |
| Team                | S        | N        | U        | SQ       | P+       | P−       | DIV      | CONF     |
| ------------------- | -------- | -------- | -------- | -------- | -------- | -------- | -------- | -------- |
| Seattle Seahawks    | 13       | 3        | 0        | 0,812    | 452      | 271      | 6–0      | 10–2     |
| St. Louis Rams      | 6        | 10       | 0        | 0,375    | 363      | 429      | 1–5      | 3–9      |
| Arizona Cardinals   | 5        | 11       | 0        | 0,312    | 311      | 387      | 3–3      | 4–8      |
| San Francisco 49ers | 4        | 12       | 0        | 0,250    | 239      | 428      | 2–4      | 3–9      |

#### Conferences
| AFC              | AFC                  | AFC              | AFC              | AFC              | AFC              | AFC              | AFC              |
| Rang             | Team                 | Division         | S                | N                | U                | SQ               | CONF             |
| Division leaders | Division leaders     | Division leaders | Division leaders | Division leaders | Division leaders | Division leaders | Division leaders |
| ---------------- | -------------------- | ---------------- | ---------------- | ---------------- | ---------------- | ---------------- | ---------------- |
| 1                | Indianapolis Colts   | South            | 14               | 2                | 0                | 0,875            | 11–1             |
| 2                | Denver Broncos       | West             | 13               | 3                | 0                | 0,812            | 10–2             |
| 3                | Cincinnati Bengals   | North            | 11               | 5                | 0                | 0,688            | 7–5              |
| 4                | New England Patriots | East             | 10               | 6                | 0                | 0,625            | 7–5              |
| Wild Cards       |                      |                  |                  |                  |                  |                  |                  |
| 5                | Jacksonville Jaguars | South            | 12               | 4                | 0                | 0,750            | 9–3              |
| 6                | Pittsburgh Steelers  | North            | 11               | 5                | 0                | 0,688            | 7–5              |
| Ausgeschieden    |                      |                  |                  |                  |                  |                  |                  |
| 7                | Kansas City Chiefs   | West             | 10               | 6                | 0                | 0,625            | 9–3              |
| 8                | Miami Dolphins       | East             | 9                | 7                | 0                | 0,562            | 7–5              |
| 9                | San Diego Chargers   | West             | 9                | 7                | 0                | 0,562            | 7–5              |
| 10               | Baltimore Ravens     | North            | 6                | 10               | 0                | 0,375            | 5–7              |
| 11               | Cleveland Browns     | North            | 6                | 10               | 0                | 0,375            | 4–8              |
| 12               | Buffalo Bills        | East             | 5                | 11               | 0                | 0,312            | 4–8              |
| 13               | New York Jets        | East             | 4                | 12               | 0                | 0,250            | 3–9              |
| 14               | Tennessee Titans     | South            | 4                | 12               | 0                | 0,250            | 3–9              |
| 15               | Oakland Raiders      | West             | 4                | 12               | 0                | 0,250            | 2–10             |
| 16               | Houston Texans       | South            | 2                | 14               | 0                | 0,125            | 1–11             |

| NFC              | NFC                  | NFC              | NFC              | NFC              | NFC              | NFC              | NFC              |
| Rang             | Team                 | Division         | S                | N                | U                | SQ               | CONF             |
| Division leaders | Division leaders     | Division leaders | Division leaders | Division leaders | Division leaders | Division leaders | Division leaders |
| ---------------- | -------------------- | ---------------- | ---------------- | ---------------- | ---------------- | ---------------- | ---------------- |
| 1                | Seattle Seahawks     | West             | 13               | 3                | 0                | 0,812            | 10–2             |
| 2                | Chicago Bears        | North            | 11               | 5                | 0                | 0,688            | 10–2             |
| 3                | Tampa Bay Buccaneers | South            | 11               | 5                | 0                | 0,688            | 9–3              |
| 4                | New York Giants      | East             | 11               | 5                | 0                | 0,688            | 8–4              |
| Wild Cards       |                      |                  |                  |                  |                  |                  |                  |
| 5                | Carolina Panthers    | South            | 11               | 5                | 0                | 0,688            | 8–4              |
| 6                | Washington Redskins  | East             | 10               | 6                | 0                | 0,625            | 10–2             |
| Ausgeschieden    |                      |                  |                  |                  |                  |                  |                  |
| 7                | Minnesota Vikings    | North            | 9                | 7                | 0                | 0,562            | 8–4              |
| 8                | Dallas Cowboys       | East             | 9                | 7                | 0                | 0,562            | 7–5              |
| 9                | Atlanta Falcons      | South            | 8                | 8                | 0                | 0,500            | 5–7              |
| 10               | Philadelphia Eagles  | East             | 6                | 10               | 0                | 0,375            | 3–9              |
| 11               | St. Louis Rams       | West             | 6                | 10               | 0                | 0,375            | 3–9              |
| 12               | Detroit Lions        | North            | 5                | 11               | 0                | 0,312            | 3–9              |
| 13               | Arizona Cardinals    | West             | 5                | 11               | 0                | 0,312            | 4–8              |
| 14               | Green Bay Packers    | North            | 4                | 12               | 0                | 0,250            | 4–8              |
| 15               | San Francisco 49ers  | West             | 4                | 12               | 0                | 0,250            | 3–9              |
| 16               | New Orleans Saints   | South            | 3                | 13               | 0                | 0,188            | 1–11             |

Legende:
| Siege              | Niederlagen           | Unentschieden      | SQ gewonnene Spiele (relativ)                       | DIV Gewonnene / verlorene Spiele in der Division |
| P+ gemachte Punkte | P− gegnerische Punkte | Playoff-Teilnehmer | CONF Gewonnene / verlorene Spiele in der Conference |                                                  |

Tie-Breaker 2005
- Cincinnati beendete die Saison vor Pittsburgh in der AFC North aufgrund ihrer besseren Division-Bilanz (5–1 gegenüber 4–2 von Pittsburgh).
- Baltimore beendete die Saison vor Cleveland in der AFC North aufgrund ihrer besseren Division-Bilanz (2–4 gegenüber 1–5 von Cleveland).
- Tampa Bay beendete die Saison vor Carolina in der NFC South aufgrund ihrer besseren Division-Bilanz (5–1 gegenüber 4–2 von Pittsburgh).
- Chicago sicherte sich den zweiten Platz in der Play-off-Setzliste der NFC vor Tampa Bay und den New York Giants aufgrund ihrer besseren Conference-Bilanz (10–2 gegenüber 9–3 von Tampa Bay und 8–4 der New York Giants).
- Tampa Bay sicherte sich den dritten Platz in der Play-off-Setzliste der NFC vor den New York Giants aufgrund ihrer besseren Conference-Bilanz (9–3 gegenüber 8–4 der New York Giants).

## Play-offs
Die Play-offs begannen am 7. Januar und liefen bis zum 22. Januar 2006.
Die New England Patriots schieden in den Divisional Play-offs aus und die Pittsburgh Steelers gewannen ihren fünften Super Bowl.
|  | Wild Card Round                   | Wild Card Round                   | Wild Card Round                   |                            |                 | Divisional Round           | Divisional Round           | Divisional Round           |                            |  | Conference Championships | Conference Championships | Conference Championships |  |  | Super Bowl | Super Bowl | Super Bowl |
|  |                                   |                                   |                                   |                            |                 |                            |                            |                            |                            |  |                          |                          |                          |  |  |            |            |            |
|  | 7. Januar – Gillette Stadium      | 7. Januar – Gillette Stadium      | 7. Januar – Gillette Stadium      |                            |                 | 14. Januar – Invesco Field | 14. Januar – Invesco Field | 14. Januar – Invesco Field |                            |  |                          |                          |                          |  |  |            |            |            |
|  | 7. Januar – Gillette Stadium      | 7. Januar – Gillette Stadium      | 7. Januar – Gillette Stadium      | 2                          | Denver          | 27                         |                            |                            |                            |  |                          |                          |                          |  |  |            |            |            |
|  | 4                                 | New England                       | 28                                | 2                          | Denver          | 27                         | 22. Januar – Invesco Field | 22. Januar – Invesco Field | 22. Januar – Invesco Field |  |                          |                          |                          |  |  |            |            |            |
|  | 4                                 | New England                       | 28                                | 4                          | New England     | 13                         | 22. Januar – Invesco Field | 22. Januar – Invesco Field | 22. Januar – Invesco Field |  |                          |                          |                          |  |  |            |            |            |
|  | 5                                 | Jacksonville                      | 3                                 | 4                          | New England     | 13                         | 22. Januar – Invesco Field | 22. Januar – Invesco Field | 22. Januar – Invesco Field |  |                          |                          |                          |  |  |            |            |            |
|  | 5                                 | Jacksonville                      | 3                                 | 15. Januar – RCA Dome      |                 |                            | 22. Januar – Invesco Field | 22. Januar – Invesco Field | 22. Januar – Invesco Field |  |                          |                          |                          |  |  |            |            |            |
|  |                                   |                                   |                                   | 2                          | Denver          | 17                         |                            |                            |                            |  |                          |                          |                          |  |  |            |            |            |
|  | AFC                               |                                   |                                   | 2                          | Denver          | 17                         |                            |                            |                            |  |                          |                          |                          |  |  |            |            |            |
|  |                                   | 6                                 | Pittsburgh                        | 34                         |                 |                            |                            |                            |                            |  |                          |                          |                          |  |  |            |            |            |
|  | 8. Januar – Paul Brown Stadium    | 6                                 | Pittsburgh                        | 34                         |                 |                            |                            |                            |                            |  |                          |                          |                          |  |  |            |            |            |
|  | AFC Championship                  |                                   |                                   |                            |                 |                            |                            |                            |                            |  |                          |                          |                          |  |  |            |            |            |
|  | 1                                 | Indianapolis                      | 18                                |                            |                 |                            |                            |                            |                            |  |                          |                          |                          |  |  |            |            |            |
|  | 1                                 | Indianapolis                      | 18                                | 3                          | Cincinnati      | 17                         | 5. Februar – Ford Field    | 5. Februar – Ford Field    | 5. Februar – Ford Field    |  |                          |                          |                          |  |  |            |            |            |
|  | 6                                 | Pittsburgh                        | 21                                | 3                          | Cincinnati      | 17                         | 5. Februar – Ford Field    | 5. Februar – Ford Field    | 5. Februar – Ford Field    |  |                          |                          |                          |  |  |            |            |            |
|  | 6                                 | Pittsburgh                        | 21                                | 6                          | Pittsburgh      | 31                         | 5. Februar – Ford Field    | 5. Februar – Ford Field    | 5. Februar – Ford Field    |  |                          |                          |                          |  |  |            |            |            |
|  | 14. Januar – Qwest Field          |                                   |                                   | 6                          | Pittsburgh      | 31                         | 5. Februar – Ford Field    | 5. Februar – Ford Field    | 5. Februar – Ford Field    |  |                          |                          |                          |  |  |            |            |            |
|  | 7. Januar – Raymond James Stadium | 7. Januar – Raymond James Stadium | 7. Januar – Raymond James Stadium | A6                         | Pittsburgh      | 21                         |                            |                            |                            |  |                          |                          |                          |  |  |            |            |            |
|  | 7. Januar – Raymond James Stadium | 7. Januar – Raymond James Stadium | 7. Januar – Raymond James Stadium | A6                         | Pittsburgh      | 21                         |                            |                            |                            |  |                          |                          |                          |  |  |            |            |            |
|  | 7. Januar – Raymond James Stadium | 7. Januar – Raymond James Stadium | 7. Januar – Raymond James Stadium |                            | N1              | Seattle                    | 10                         |                            |                            |  |                          |                          |                          |  |  |            |            |            |
|  | 7. Januar – Raymond James Stadium | 7. Januar – Raymond James Stadium | 7. Januar – Raymond James Stadium |                            | N1              | Seattle                    | 10                         |                            |                            |  |                          |                          |                          |  |  |            |            |            |
|  | 7. Januar – Raymond James Stadium | 7. Januar – Raymond James Stadium | 7. Januar – Raymond James Stadium | Super Bowl XL              |                 |                            |                            |                            |                            |  |                          |                          |                          |  |  |            |            |            |
|  | 7. Januar – Raymond James Stadium | 7. Januar – Raymond James Stadium | 7. Januar – Raymond James Stadium | 1                          | Seattle         | 20                         |                            |                            |                            |  |                          |                          |                          |  |  |            |            |            |
|  | 3                                 | Tampa Bay                         | 10                                | 1                          | Seattle         | 20                         | 22. Januar – Qwest Field   | 22. Januar – Qwest Field   | 22. Januar – Qwest Field   |  |                          |                          |                          |  |  |            |            |            |
|  | 3                                 | Tampa Bay                         | 10                                | 6                          | Washington      | 10                         | 22. Januar – Qwest Field   | 22. Januar – Qwest Field   | 22. Januar – Qwest Field   |  |                          |                          |                          |  |  |            |            |            |
|  | 6                                 | Washington                        | 17                                | 6                          | Washington      | 10                         | 22. Januar – Qwest Field   | 22. Januar – Qwest Field   | 22. Januar – Qwest Field   |  |                          |                          |                          |  |  |            |            |            |
|  | 6                                 | Washington                        | 17                                | 15. Januar – Soldier Field |                 |                            | 22. Januar – Qwest Field   | 22. Januar – Qwest Field   | 22. Januar – Qwest Field   |  |                          |                          |                          |  |  |            |            |            |
|  |                                   |                                   |                                   | 1                          | Seattle         | 34                         |                            |                            |                            |  |                          |                          |                          |  |  |            |            |            |
|  | NFC                               |                                   |                                   | 1                          | Seattle         | 34                         |                            |                            |                            |  |                          |                          |                          |  |  |            |            |            |
|  |                                   | 5                                 | Carolina                          | 14                         |                 |                            |                            |                            |                            |  |                          |                          |                          |  |  |            |            |            |
|  | 8. Januar – Giants Stadium        | 5                                 | Carolina                          | 14                         |                 |                            |                            |                            |                            |  |                          |                          |                          |  |  |            |            |            |
|  | NFC Championship                  |                                   |                                   |                            |                 |                            |                            |                            |                            |  |                          |                          |                          |  |  |            |            |            |
|  | 2                                 | Chicago                           | 21                                |                            |                 |                            |                            |                            |                            |  |                          |                          |                          |  |  |            |            |            |
|  | 2                                 | Chicago                           | 21                                | 4                          | New York Giants | 0                          |                            |                            |                            |  |                          |                          |                          |  |  |            |            |            |
|  | 5                                 | Carolina                          | 29                                | 4                          | New York Giants | 0                          |                            |                            |                            |  |                          |                          |                          |  |  |            |            |            |
|  | 5                                 | Carolina                          | 29                                | 5                          | Carolina        | 23                         |                            |                            |                            |  |                          |                          |                          |  |  |            |            |            |
|  |                                   |                                   |                                   | 5                          | Carolina        | 23                         |                            |                            |                            |  |                          |                          |                          |  |  |            |            |            |

## Super Bowl XL
Der 40. Super Bowl fand am 5. Februar 2006 im Ford Field Stadium in Detroit, Michigan statt. Im Finale trafen die Seattle Seahawks auf die Pittsburgh Steelers.
|                     | 1 | 2 | 3 | 4 | Gesamt |
| ------------------- | - | - | - | - | ------ |
| Pittsburgh Steelers | 0 | 7 | 7 | 7 | 21     |
| Seattle Seahawks    | 3 | 0 | 7 | 0 | 10     |

## Auszeichnungen
| Most Valuable Player          | Shaun Alexander, Runningback, Seattle Seahawks                                               |
| Coach of the Year             | Lovie Smith, Chicago Bears                                                                   |
| Offensive Player of the Year  | Shaun Alexander, Runningback, Seattle Seahawks                                               |
| Defensive Player of the Year  | Brian Urlacher, Linebacker, Chicago Bears                                                    |
| Offensive Rookie of the Year  | Carnell Williams, Runningback, Tampa Bay Buccaneers                                          |
| Defensive Rookie of the Year  | Shawne Merriman, Linebacker, San Diego Chargers                                              |
| Comeback Player of the Year   | Tedy Bruschi, Linebacker, New England Patriots Steve Smith, Wide Receiver, Carolina Panthers |
| Walter Payton Man of the Year | Peyton Manning, Quarterback, Indianapolis Colts                                              |